# Манчестер (Мен)
Манчестер (англ. Manchester) — місто (англ. town) в США, в окрузі Кеннебек штату Мен. Населення — 2456 осіб (2020).

## Демографія
Згідно з переписом 2010 року, у місті мешкало 2580 осіб у 1044 домогосподарствах у складі 761 родини. Було 1255 помешкань
Расовий склад населення:
| - 97,0 % — білих - 1,1 % — азіатів - 0,3 % — корінних американців - 0,3 % — чорних або афроамериканців |

До двох чи більше рас належало 1,2 %. Частка іспаномовних становила 0,5 % від усіх жителів.
За віковим діапазоном населення розподілялося таким чином: 22,6 % — особи молодші 18 років, 60,9 % — особи у віці 18—64 років, 16,5 % — особи у віці 65 років та старші. Медіана віку мешканця становила 46,2 року. На 100 осіб жіночої статі у місті припадало 91,7 чоловіків;  на 100 жінок у віці від 18 років та старших — 90,6 чоловіків також старших 18 років.
Середній дохід на одне домашнє господарство  становив 90 850 доларів США (медіана — 70 170), а середній дохід на одну сім'ю — 113 976 доларів (медіана — 84 954). Медіана доходів становила 52 432 долари для чоловіків та 41 923 долари для жінок. За межею бідності перебувало 8,4 % осіб, у тому числі 3,2 % дітей у віці до 18 років та 3,7 % осіб у віці 65 років та старших.
Цивільне працевлаштоване населення становило 1390 осіб. Основні галузі зайнятості: освіта, охорона здоров'я та соціальна допомога — 29,6 %, роздрібна торгівля — 13,1 %, публічна адміністрація — 10,3 %, виробництво — 8,8 %.